# Dentistyla dentifera
Dentistyla dentifera là một loài ốc biển, là động vật thân mềm chân bụng sống ở biển thuộc họ Chilodontidae.